# 박선영 (1991년)
박선영(1991년 3월 5일 ~ )은 대한민국의 아나운서이다.

## 경력
- 2021년 연합뉴스TV 아나운서
- G1강원민방 아나운서

## 과거 진행 프로그램
- 뉴스현장
- G1 뉴스 820